# Park Ji-min
Pour les articles homonymes, voir Park Ji-Min (homonymie).
Dans ce nom coréen, le nom de famille, Park, précède le nom personnel.
Park Ji-min (hangeul: 박지민; hanja: 朴智旻), plus connu sous le nom de scène Jimin (coréen : 지민), est un chanteur, danseur et auteur-compositeur-interprète sud-coréen né le 13 octobre 1995 à Busan. Il est membre du boys band sud-coréen BTS, où il occupe la position de chanteur et danseur,.

## Biographie
Park Jimin est né le 13 octobre 1995 à Busan, en Corée du Sud et a un frère cadet, Park Ji-hyun. Il étudie à la Haute École d'Arts de Busan où il pratiquait la danse moderne avant de rejoindre la Haute École des Arts de Corée en compagnie de V et de RM.
Il rejoint en 2011 Big Hit Entertainment après une audition, où il fait une interprétation remarquée de la chanson I Have a Lover, puis s'engage officiellement sur la voie de chanteur-danseur en intégrant le groupe BTS.
En décembre 2023, il rejoint l'armée pour effectuer son service militaire en tant que compagnon d'armes avec son confrère Jeon Jungkook.

## Carrière

### Débuts
En juillet 2012, il apparaît dans la vidéo de musique pour Party (XXO) du groupe GLAM. Le 13 juin 2013, Jimin débute en tant que membre du groupe BTS avec la sortie de l'album 2 Cool 4 Skool. Tandis qu'ils gagnent en popularité avec leurs premiers titres tels que No More Dream - qui est aussi leur premier single,-, Jimin obtient parallèlement son diplôme d'études secondaires en février 2014, et marque l'événement avec la sortie de la chanson 95 Graduation, en partenariat avec V.

### Composition
Le 25 décembre 2014, une vidéo est publiée sur la chaîne YouTube du groupe, dans laquelle Jimin et Jungkook chantent Christmas Day, une version coréenne de Mistletoe de Justin Bieber, écrite par Jimin pour Slow Rabbit.
Pour le mini-album The Most Beautiful Moment in Life, Part 1, sorti en avril 2015, il touche également à la composition en participant à l'écriture de la chanson Boyz with Fun.
Park Jimin a participé à la composition et a l'écriture  des paroles de Lie, chanson pour l'album Wings publié le 10 octobre 2016.
Le 17 mars 2023, Park Jimin dévoile le titre Set Me Free pt. 2, qui est un avant goût de son premier album solo FACE, sorti le 23 mars 2023. Jimin est crédité pour l'écriture des paroles et la composition de 5 des 6 titres composant l'album : Face-off, Like Crazy(titre principal), Alone et Like Crazy (English version). Il est également crédité pour le morceau caché de l'album, Letter.

### Émissions
En juillet 2016, Jimin fait diverses apparitions sur certains plateaux : une sur celui de MBig TV Celebrity Bromance puis le 30 juillet 2016, comme le MC spécial du programme Show! Music Core, accompagné de Jungkook. Le mois suivant, il participe au spectacle de variétés God's Workplace avec J-Hope. Le programme apporte la devise « on vend de tout et de rien » et tourne autour des célébrités qui deviennent des employés de bureau.
En novembre 2016, il a joué aux côtés des autres membres de BTS le mini-drama Flower Boys Bangtan High School, puis en décembre il exécute une danse aux côtés de Lee Tae-min dans 2016 KBS Song Festival.
En janvier 2017, Park Jimin participe au programme King of Mask Singer.

## Discographie

### Mini-albums (EP)
| Année                                                                             | Titre | Détails                                                                            | Classements | Classements | Classements | Classements | Classements | Classements | Classements | Classements | Ventes                                                                    |
| Année                                                                             | Titre | Détails                                                                            | COR         | JAP         | AUS         | ALL         | FRA         | GBR         | CAN         | USA         | Ventes                                                                    |
| --------------------------------------------------------------------------------- | ----- | ---------------------------------------------------------------------------------- | ----------- | ----------- | ----------- | ----------- | ----------- | ----------- | ----------- | ----------- | ------------------------------------------------------------------------- |
| 2023                                                                              | Face  | - Date de sortie : 24 mars 2023 - Labels : Big Hit Music (HYBE), Geffen Records    | 1           | 1           | —           | 7           | 5           | —           | 10          | 2           | - COR : plus de 1 715 000 - JAP : plus de 241 000 - USA : plus de 152 000 |
| 2024                                                                              | Muse  | - Date de sortie : 19 juillet 2024 - Labels : Big Hit Music (HYBE), Geffen Records | 2           | 3           | 27          | 6           | 3           | 56          | 24          | 2           | - COR : plus de 903 000 - JAP : plus de 100 000 - USA : plus de 91 000    |
| "—" indique que l'album ne s'est pas classé ou n'est pas sorti dans cette région. |       |                                                                                    |             |             |             |             |             |             |             |             |                                                                           |

### Singles

#### En tant qu'artiste solo
| Année                                                           | Titre                                      | Meilleures positions | Meilleures positions | Meilleures positions | Meilleures positions | Meilleures positions | Meilleures positions | Meilleures positions | Meilleures positions | Meilleures positions | Album      |
| Année                                                           | Titre                                      | COR                  | JAP                  | AUS                  | ALL                  | FRA                  | GBR                  | CAN                  | USA                  | MON                  | Album      |
| --------------------------------------------------------------- | ------------------------------------------ | -------------------- | -------------------- | -------------------- | -------------------- | -------------------- | -------------------- | -------------------- | -------------------- | -------------------- | ---------- |
| 2018                                                            | Promise (약속)                             | —                    | —                    | —                    | —                    | —                    | —                    | —                    | —                    | NC                   | Hors album |
| 2020                                                            | Christmas Love                             | —                    | —                    | —                    | —                    | —                    | —                    | —                    | —                    | NC                   | Hors album |
| 2023                                                            | Set Me Free Pt.2                           | 24                   | 59                   | —                    | —                    | 144                  | 30                   | 45                   | 30                   | 8                    | Face       |
| 2023                                                            | Like Crazy                                 | 8                    | 43                   | 23                   | 72                   | 83                   | 8                    | 21                   | 1                    | 2                    | Face       |
| 2023                                                            | Closer Than This                           | 42                   | 84                   | —                    | —                    | —                    | —                    | —                    | —                    | 55                   | Muse       |
| 2024                                                            | Smeraldo Garden Marching Band (feat. Loco) | 44                   | 77                   | —                    | —                    | —                    | 46                   | —                    | 88                   | 16                   | Muse       |
| 2024                                                            | Who                                        | 33                   | 21                   | —                    | —                    | 141                  | 4                    | 32                   | 12                   | 1                    | Muse       |
| "—" indique que le titre ne s'est pas classé dans cette région. |                                            |                      |                      |                      |                      |                      |                      |                      |                      |                      |            |

#### En featuring et en collaboration
| Année                                                           | Titre                                                       | Meilleures positions | Meilleures positions | Meilleures positions | Meilleures positions | Meilleures positions | Meilleures positions | Album         |
| Année                                                           | Titre                                                       | COR                  | JAP                  | GBR                  | CAN                  | USA                  | MON                  | Album         |
| --------------------------------------------------------------- | ----------------------------------------------------------- | -------------------- | -------------------- | -------------------- | -------------------- | -------------------- | -------------------- | ------------- |
| 2022                                                            | With You (avec Ha Sung-woon)                                | 13                   | 72                   | —                    | —                    | —                    | 19                   | Our Blues OST |
| 2023                                                            | Vibe (Taeyang feat. Jimin)                                  | 5                    | 32                   | 96                   | 59                   | 76                   | 12                   | Down to Earth |
| 2023                                                            | Angel Pt.1 (avec Kodak Black, NLE Choppa, JVKE & Muni Long) | 72                   | 80                   | 82                   | 63                   | 65                   | 16                   | Fast X OST    |
| "—" indique que le titre ne s'est pas classé dans cette région. |                                                             |                      |                      |                      |                      |                      |                      |               |

### Crédits musicaux
| Année | Titre                         | Artiste             | Album                                     |
| ----- | ----------------------------- | ------------------- | ----------------------------------------- |
| 2013  | Outro: Circle Room Cypher     | BTS                 | 2 Cool 4 Skool                            |
| 2015  | Boyz With Fun (흥탄소년단)    | BTS                 | The Most Beautiful Moment in Life, Part 1 |
| 2016  | Lie                           | Jimin               | Wings                                     |
| 2018  | Promise (약속)                | Jimin               | Hors album                                |
| 2020  | Friends (친구)                | Jimin & V           | Map of the Soul: 7                        |
| 2020  | Skit                          | BTS                 | BE                                        |
| 2020  | Dis-ease (병)                 | BTS                 | BE                                        |
| 2020  | Christmas Love                | Jimin               | Hors album                                |
| 2023  | Vibe                          | Taeyang feat. Jimin | Down to Earth                             |
| 2023  | Face-off                      | Jimin               | Face                                      |
| 2023  | Like Crazy                    | Jimin               | Face                                      |
| 2023  | Alone                         | Jimin               | Face                                      |
| 2023  | Set Me Free Pt.2              | Jimin               | Face                                      |
| 2023  | Closer Than This              | Jimin               | Muse                                      |
| 2024  | Rebirth (Intro)               | Jimin               | Muse                                      |
| 2024  | Interlude : Showtime          | Jimin               | Muse                                      |
| 2024  | Smeraldo Garden Marching Band | Jimin               | Muse                                      |
| 2024  | Slow Dance                    | Jimin               | Muse                                      |
| 2024  | Be Mine                       | Jimin               | Muse                                      |

## Filmographie

### Télévisées

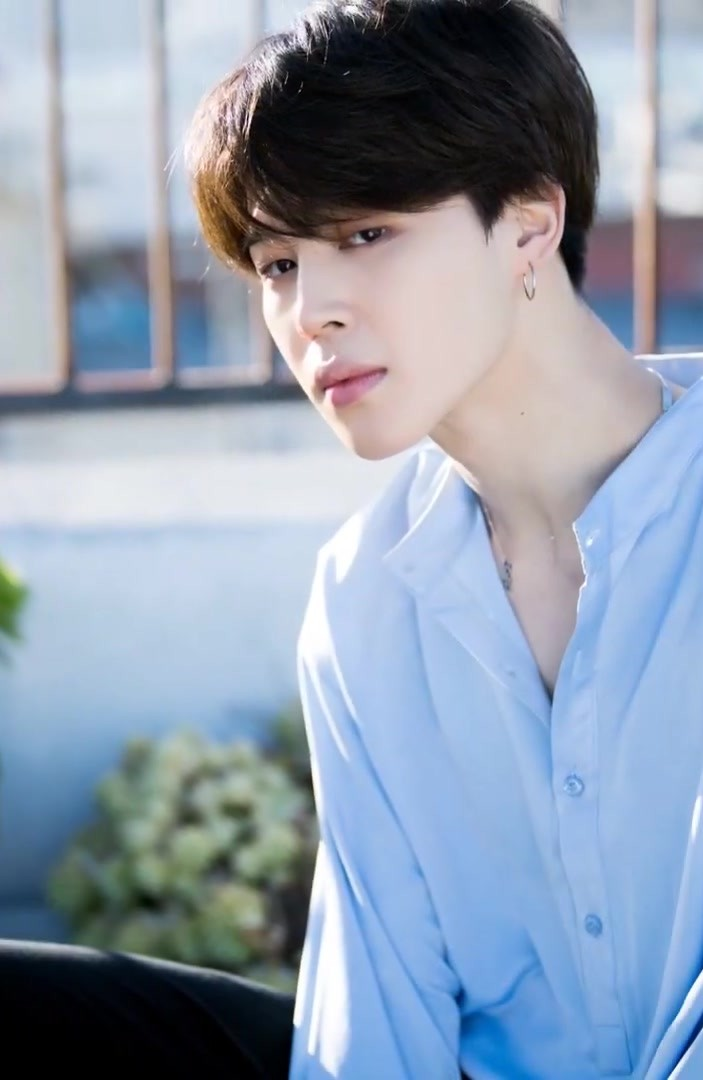
Jimin lors du 5e anniversaire de BTS, mai 2018

| Année | Titre                           | Rôle     | Notes                            |
| ----- | ------------------------------- | -------- | -------------------------------- |
| 2016  | God's Workplace                 | Lui-même |                                  |
| 2016  | Flower Boys Bangtan High School | Jimin    | Professeur d'éducation physique. |
| 2017  | King of Mask Singer             | Lui-même | Caméo (Ep. 93–94)                |
| 2024  | Are you sure                    | Lui même | Avec Jung kook                   |

### Web
| Année | Titre              | Rôle     | Notes                                              |
| ----- | ------------------ | -------- | -------------------------------------------------- |
| 2014  | BTS China Job      | Lui-même | Documentaire (Ep. 1–3)                             |
| 2014  | Go! BTS            | Lui-même | Documentaire enregistré à Los Angeles, Californie. |
| 2016  | Celebrity Bromance | Lui-même | Caméo (Ep. 39)                                     |

### Apparitions dans des clips vidéo
| Année       | Titre          | Artiste |
| ----------- | -------------- | ------- |
| 2012        | Party (XXO)    | GLAM    |
| Depuis 2013 | Tous les clips | BTS     |